# Губерт Марішка
Губерт Марішка (нім. Hubert Marischka; 27 серпня 1882, Брунн-ам-Гебірге, Австро-Угорщина — 4 грудня 1959, Відень, Австрія) — австрійський актор, артист оперети, режисер, сценарист. Старший брат австрійського режисера та сценариста Ернста Марішки.

## Біографія

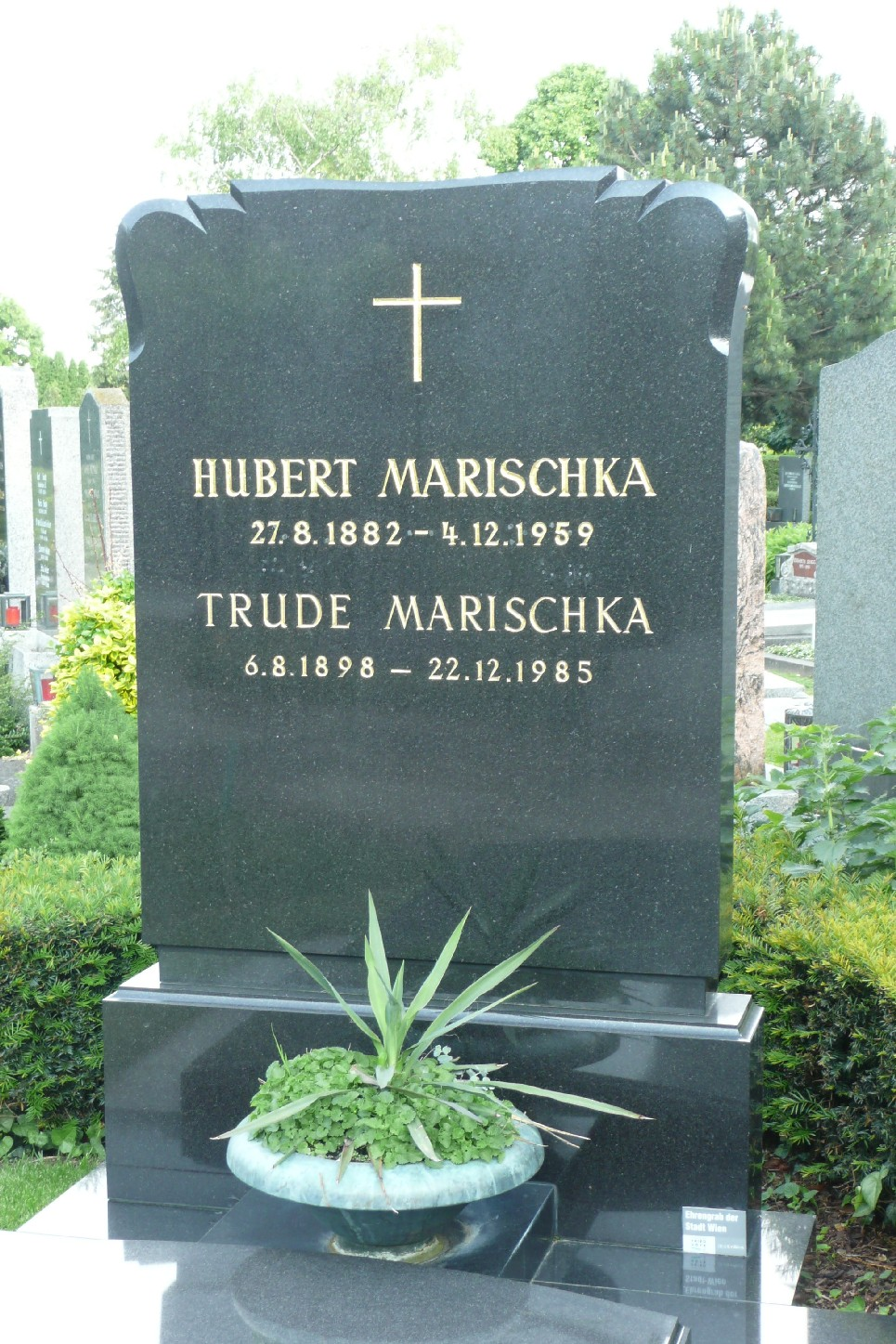
Могила Губерта Марішки

Губерт Марішка народився у Брунн-ам-Гебірге, Австро-Угорщина. Він спочатку здобув освіту як столяр та потім навчився вокалу і розпочав кар'єру артиста.

### Особисте життя
Губерт Марішка був одружений чотири рази. У 1907 він одружився з дочкою лібретиста Віктора Леона Ліцці. Вони мали трьох дітей: Лізль (1908—1945), Віктор (1915 р.н.), Франц (1918 р.н.). Лізль стала акторка, а Франц — режисером. Ліцці померла в 1918.
Другою дружиною стала Ліліан Карчаг: донька директора театрів Вільгельма Карчага. В цьому шлюбі народились Георг (1922—1999) та Тассіло (1928 р.н.). Георг став режисером. Шлюб закінчився розлученням.
Під час Другої світової війни Губерт мав короткочасний шлюб з Джуліаною. Останньою дружиною стала акторка Трода Баш-Гавел. Вони побралися у 1946 році, шлюб тривав до його смерті у 1959 році.

## Кар'єра

### Театр
У 1904 році почав кар'єру як артист оперети в місцевому театрі Санкт-Пельтена в опереті «Бідний Іонофан». Дебютні виступи принесли йому запрошення працювати в Брно у ролі графа Данила в одній із перших угорських оперет «Весела вдова» композитора Франца Легара. 27 липня 1907 року виступав на прем'єрній постановці Лео Фалля «Веселий селянин» у Мангаймі. Губерт марішка став популярним співаком оперети та у 1923 році очолив театр Ан дер Він.
Однією з першою постановок Марішки стала оперета Імре Кальмана «Маріца». Вона стала еталоном нової угорської оперети. Прем'єра відбулась 28 лютого 1924 року, головну партію виконав сам Губерт. Інша постановка оперети Імре Кальмана, яка мала шалений успіх по всьому світу, «Принцеса цирку». Сам же Марішка виконав роль злодія Містера Ікс, російську княгиню Федору Палінську втілила Бетті Фішер. Пізніше під його керівництвом на сцені театру з'являється «Джудітта». Постановка отримала змішані відгуки та протягом театрального сезону з'являлась в репертуарі театру 42 рази.

### Кінематограф
Крім роботи в театрі Губерт одразу звернув увагу на кіно. У кінематографі він дебютував у 1913 році як актор, сценарист та режисер фільму «Дядько-мільйонер». Плідними роками стали починаючи з кінця 1930-х до середини 1950-х. У співпраці з Гансом Мозером він випустив кілька стрічок, які мали шалений успіх, зокрема «Запрошуємо на танок» (1941), «Пан радник канцелярії» (1948).

## Фільмографія
| Рік  | Українська назва                         | Оригінальна назва                  | Примітки                     |
| ---- | ---------------------------------------- | ---------------------------------- | ---------------------------- |
| 1913 | «Дядько-мільйонер»                       | Der Millionenonkel                 | актор, режисер, сценарист    |
| 1914 |                                          | Der Schusterprinz                  | сценарист                    |
| 1915 |                                          | Mit Herz und Hand fürs Vaterland   | актор                        |
| 1915 | «Два друга»                              | Zwei Freunde                       | актор, сценарист             |
| 1916 | «На висоті»                              | Auf der Höhe                       | актор                        |
| 1917 |                                          | Mir kommt keiner aus               | актор                        |
| 1918 | «Там, де співає жайворонок»              | Wo die Lerche singt                | актор, режисер, сценарист    |
| 1918 |                                          | Um ein Weib                        | актор, режисер, сценарист    |
| 1918 |                                          | Der Tribut des Künstlers           | актор                        |
| 1919 |                                          | Fürst S.S.                         | актор                        |
| 1932 | «Графиня Маріца»                         | Gräfin Mariza                      | актор                        |
| 1935 | «Увесь світ обертається навколо кохання» | Die ganze Welt dreht sich um Liebe | сценарист                    |
| 1936 | «Конфеті»                                | Konfetti                           | режисер                      |
| 1936 | «Король іде»                             | The King Steps Out                 | сценарист                    |
| 1938 | «Її лейбгусар»                           | Ihr Leibhusar                      | режисер                      |
| 1939 | «Щастя живе по сусідству»                | Das Glück wohnt nebenan            | режисер, сценарист           |
| 1939 | «Медовий місяць утрьох»                  | Hochzeitsreise zu dritt            | режисер, сценарист           |
| 1939 | «Цей чудовий світ»                       | Drunter und drüber                 | режисер, сценарист           |
| 1940 |                                          | Herzensfreud — Herzensleid         | режисер, сценарист           |
| 1940 | «Невірний Екгарт»                        | Der ungetreue Eckehart             | режисер, сценарист           |
| 1941 | «Запрошеннчя на танок»                   | Wir bitten zum Tanz                | режисер                      |
| 1941 | «О, ці люди»                             | Oh, diese Männer                   | режисер                      |
| 1942 | «Три великі дівчинки»                    | Drei tolle Mädels                  | режисер, сценарист           |
| 1942 | «Віденська кров»                         | Wiener Blut                        | сценарист                    |
| 1943 | «Вальс з вами»                           | Ein Walzer mit dir                 | режисер, сценарист           |
| 1943 | «Усе через кохання»                      | Alles aus Liebe                    | режисер, сценарист           |
| 1947 | «Віденські мелодії»                      | Wiener Melodien                    | режисер                      |
| 1948 | «Пан радник канцелярії»                  | Der Herr Kanzleirat                | режисер, сценарист           |
| 1948 |                                          | Ein Mann gehört ins Haus           | режисер                      |
| 1950 | «Цілуватись — не гріх»                   | Küssen ist keine Sünd              | режисер, сценарист           |
| 1951 | «Міський парк»                           | Stadtpark                          | режисер, сценарист           |
| 1951 | «Веселий селянин»                        | Der fidele Bauer                   | сценарист                    |
| 1951 | «Королева чардашу»                       | Die Csardasfürstin                 | актор                        |
| 1952 |                                          | Du bist die Rose vom Wörthersee    | режисер, сценарист, продюсер |
| 1952 |                                          | Knall und Fall als Hochstapler     | режисер                      |
| 1952 | «Країна посмішок»                        | Das Land des Lächelns              | сценарист                    |
| 1954 | «Перлина Токаю»                          | Die Perle von Tokay                | режисер, сценарист           |
| 1955 | «Нехай сонце світить знову»              | Lass die Sonne wieder scheinen     | режисер                      |
| 1956 | «Любов, літо та музика»                  | Liebe, Sommer und Musik            | режисер, сценарист           |